# 팔량치
팔량치(八良峙)는 전북특별자치도 남원시와 경상남도 함양군 사이에 있는 높이 513미터의 고개이다.